# 夏衍
夏衍（1900年10月30日—1995年2月6日），原名沈乃熙，字端先，男，浙江杭州人，中国现代剧作家。

## 生平
夏衍1915年入浙江省甲种工业学校（今浙江大学工学部）染色科。1919年受五四运动激发，和同学共同组织杭州五·八游行。1920年夏毕业，秋被保送赴日本留学。1921年2月考入日本九州明治专门学校（今九州工业大学）电机专业，期间开始接触马克思主义。
1924年孙中山先生北上“共商国是”途經日本，夏衍和同学前去迎接，受到孙中山热情對待，介绍其加入中国国民党。1925年底夏衍从学校获得工学学士学位，担任国民党驻日支部常委兼组织部部长。1927年因驻日支部被支持南京国民党的人捣毁，夏衍于4月下旬回国向武汉国民党总部请示。在上海得知负责海外工作的彭泽民已离开武汉去香港，无从联系，滞留上海，后被开除国民党党籍。
1927年6月夏衍加入中国共产党，在上海从事翻译和工运工作。1929年翻译了马克西姆·高尔基的《母亲》，并和郑伯奇、钱杏邨等人发起並领导了上海艺术剧社，从此与戏剧结缘。1930年他参与左翼作家联盟的组建工作，并当选为“左联”执行委员。1932年他和郑伯奇、阿英等人进入明星影片公司。1933年中共上海文委电影组成立，夏衍任组长，阿英等为委员，从此夏衍开始涉足电影剧本创作。
1934年，夏衍为躲避国民党搜捕，在一公寓躲藏三个月，并创作出多幕剧《赛金花》，讽刺国民党当局的外交政策。1936年首演，不久被禁。1935-1937年这段时间夏衍完成两个独幕剧，一个历史剧《秋瑾传》和中国报告文学的开山作《包身工》。1937年他完成了代表剧作之一的《上海屋檐下》。
抗日战争爆发后，夏衍辗转各地开展救亡运动，创办《救亡日报》并坚持了3年多的时间。1940年完成多幕剧《心防》，描写刘浩如为首的进步新闻和戏剧工作者，为保卫精神防线进行的斗争。1941年因皖南事变发生，夏衍抵达香港，和邹韬奋、范长江等人筹办《华商报》。后太平洋战争爆发，辗转到达重庆，负责主持中国共产党在当地的文化活动，并完成另一代表剧作《法西斯细菌》，写三个知识分子不同的性格和人生道路，人物刻画生动。
1944年起，夏衍担任《新华日报》代总编辑。一年后将《救亡日报》以《建国日报》的名字复刊，但不久就被查禁。1946年起，夏衍在周恩来领导下在南京、香港等地进行统战工作。1949年5月，夏衍跟随陈毅进入上海，任上海军管会文管会副主任，负责上海文教单位的接收工作，后任上海市委宣传部长等职务。

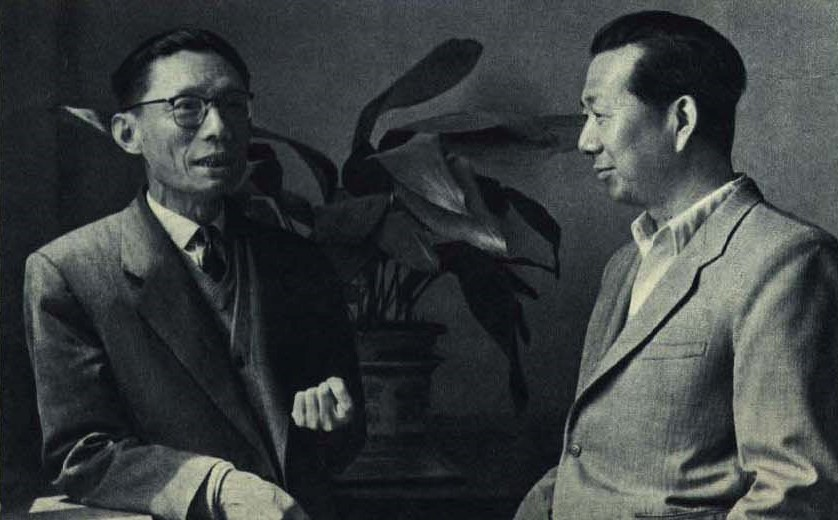
1962年百花奖最佳编剧奖得主夏衍、张水华

1954年夏衍任中华人民共和国文化部副部长，分管电影与外事工作，1955年7月到任。此后他写出了剧本《考验》，表现了党的领导干部面对新形势的两种不同思想和作风。他将《祝福》《林家铺子》《红岩》等小说改为电影剧本，受到广大群众欢迎。1962年他获得第一届大众电影百花奖最佳编剧。
1965年夏衍被免去文化部副部长职务，文化大革命中被迫害，投入监狱八年。1977年后复出，1979年当选为中国电影家协会主席。1982年进入中央顾问委员会。1985年文化部为表彰夏衍对中国电影事业的贡献特颁发荣誉奖状。1994年在95寿辰之际，被国务院授予“国家有杰出贡献的电影艺术家”称号。1995年病逝于北京，骨灰撒入钱塘江。

## 笔名
笔名夏衍、沈端先、沈宰白、徐佩韦、黄子布、余伯约、司马牛、丁依、丁一之、一之、丁叔之、丁谦之、丁谦平、丁谦吾、丁君吾、王老吉、蔡叔声、一芹、子布、子平、子扬、子培等。

## 作品
代表作有《野草》、《包身工》、《上海屋檐下》、《法西斯细菌》等等。

## 纪念
2019年3月23日，位于上海乌鲁木齐南路178号的夏衍旧居对外开放。

## 参看
诗词：
闻道人该整，而今尽整人。有人皆可整，不整不成人。
整是由他整，人还是我人。请看整人者，人亦整其人。
- 改组文化部